# J. Farrell MacDonald

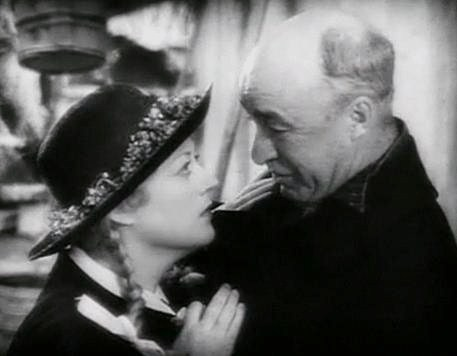
Avec Marion Davies, dans Peg o' My Heart (1933)

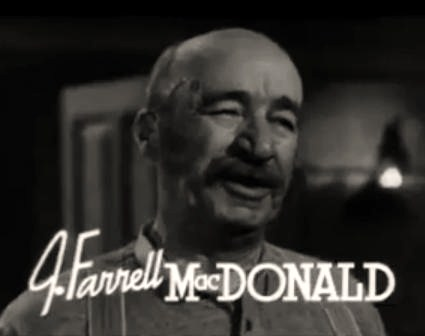
Dans Susannah (1939)

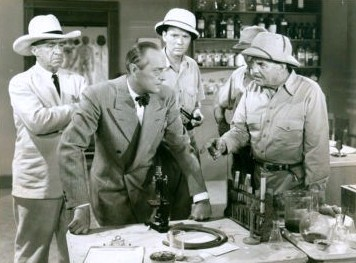
De g. à d. : J. Farrell MacDonald,, Howard Banks et Frank Buck, dans Le Mystère de la jungle (1943)

J. Farrell MacDonald est un acteur et réalisateur américain, de son nom complet Joseph Farrell MacDonald, né à Waterbury (Connecticut) le 6 juin 1875, mort à Hollywood (Californie) le 2 août 1952.

## Biographie
J. Farrell MacDonald est le réalisateur de 43 films américains, principalement des courts métrages, entre 1912 et 1917, donc exclusivement durant la période du muet. Parmi eux, trois sont réalisés en 1914 pour le compte de l'éphémère compagnie de production The Oz Film Manufacturing Company (en), dont l'un des fondateurs est Lyman Frank Baum, l'auteur du roman Le Magicien d'Oz.
Comme acteur, J. Farrell MacDonald débute au cinéma en 1911 et apparaît dans plus de 300 films américains (dont plus de 100 films muets) jusqu'en 1951. En particulier, il participe à 26 films (notamment 14 muets et 2 partiellement sonorisés) réalisés par John Ford : dans l'avant-dernier (La Poursuite infernale, en 1946), il interprète un de ses rôles les mieux connus, celui de 'Mac', le vieux barman. Il a également collaboré à plusieurs reprises avec Preston Sturges et Frank Capra, entre autres.

## Filmographie partielle

### Comme réalisateur (liste complète)
- 1912 : The Worth of a Man (court métrage — CM —), avec Harry A. Pollard, Margarita Fischer
- 1913 : On Burning Sands (CM ; + acteur), avec Edwin August, Jeanie Macpherson
- 1913 : Rory o' the Bogs (CM)
- 1913 : Pelléas et Mélisande (Pelleas and Melisande) (CM)
- 1913 : Jephta's Daughter (CM)
- 1913 : The Dread Inheritance (CM)
- 1914 : The Magic Cloak of Oz, avec Mildred Harris (CM)
- 1914 : The Patchwork Girl of Oz, avec Hal Roach
- 1914 : The Last Egyptian (+ acteur), avec Jefferson Osborne
- 1914 : Samson
- 1914 : The Man who lied (CM)
- 1914 : Children of Destiny (CM)
- 1914 : Bill Tell, Pawn Broker (CM)
- 1914 : By the Old Dead Tree (CM)
- 1914 : The Backslider (CM)
- 1914 : The Tides of Sorrow (CM), avec Claire McDowell
- 1914 : Blacksmith Ben (CM), avec Jack Mulhall
- 1914 : And she never knew (CM)
- 1914 : The Bond Sinister (CM), avec Claire McDowell
- 1915 : His Hand and Seal (CM), avec Charles Hill Mailes
- 1915 : The Smuggler's Ward (CM), avec Alan Hale
- 1915 : The Law of Love (CM), avec Charles Hill Mailes
- 1915 : Lonesome Luke, Social Gangster (CM, coréalisé par Hal Roach), avec Bebe Daniels, Bud Jamison, Harold Lloyd, Snub Pollard
- 1915 : The Laurel of Tears (CM), avec Charles Hill Mailes
- 1915 : Lorna Doone (CM)
- 1915 : His Wife's Story (CM), avec Charles Hill Mailes
- 1915 : The Black Sheep (CM)
- 1915 : The Wives of Men (CM), avec Alan Hale
- 1915 : Reapers of the Whirlwind (CM), avec Charles Hill Mailes
- 1915 : A Daughter of Earth (CM), avec Alan Hale
- 1915 : The Chief Inspector (CM), avec Charles Hill Mailes
- 1915 : Woman without a Soul (CM), avec Jack Mulhall
- 1915 : Ashes of Inspiration (CM), avec Claire McDowell, Charles Hill Mailes
- 1915 : The Tides of Retribution (CM), avec Jack Mulhall
- 1916 : Stronger than Woman's Will (CM), avec Charles Hill Mailes, Jack Mulhall
- 1916 : The Iron Will (CM), avec Charles Hill Mailes, Jack Mulhall
- 1916 : The Guilt of Stephen Eldridge (CM), avec Charles Hill Mailes, Jack Mulhall
- 1916 : The Mystery of Orcival (CM), avec Charles Hill Mailes, Jack Mulhall
- 1916 : Paths that crossed (CM), avec Charles Hill Mailes, Claire McDowell
- 1916 : The Battle of Truth (CM), avec Charles Hill Mailes
- 1917 : Heart Strategy (CM), avec A. Edward Sutherland
- 1917 : The Mad Stampede (CM)
- 1917 : Over the Fence (CM, coréalisé par Harold Lloyd), avec Bebe Daniels, Harold Lloyd, Snub Pollard

### Comme acteur
- 1911 : Their First Misunderstanding de Thomas H. Ince et George Loane Tucker
- 1911 : The Lighthouse Keeper de Thomas H. Ince
- 1911 : The Forged Dispatch de Thomas H. Ince
- 1911 : Entre deux amours (’Tween two Loves) de Thomas H. Ince
- 1912 : The Old Folks' Christmas de George Loane Tucker
- 1913 : The Calling of Louis Mona d'Edwin August
- 1914 : The Gambler's Oath de David Hartford
- 1914 : From Father to Son de Robert Z. Leonard
- 1914 : The Mexican's Last Raid de Frank Lloyd
- 1915 : The Heart of Maryland d'Herbert Brenon
- 1915 : Rags de James Kirkwood Sr.
- 1917 : The Victor of the Plot de Colin Campbell
- 1917 : Her Heart's Desire de Colin Campbell
- 1918 : Une femme d'attaque (Fair Enough) d'Edward Sloman
- 1919 : Le Proscrit (The Outcasts of Poker Flat) de John Ford
- 1919 : La Vengeance de Black Billy (Riders of Vengeance) de John Ford
- 1919 : Jackie la petite foraine (Molly of the Follies) de Edward Sloman
- 1919 : Les Hommes marqués (Marked Men) de John Ford
- 1919 : Sans armes (Roped) de John Ford
- 1919 : À la frontière (A Fight for Love) de John Ford
- 1920 : Bullet Proof de Lynn Reynolds
- 1920 : L'Obstacle (Hitchin' Posts) de John Ford
- 1920 : The Path she chose de Phil Rosen
- 1921 : Trailin' de Lynn Reynolds
- 1921 : Action de John Ford
- 1921 : The Freeze-Out de John Ford
- 1921 : The Wallop de John Ford
- 1922 : Come on Over de Alfred E. Green
- 1922 : Le Réquisitoire (Manslaughter) de Cecil B. DeMille
- 1922 : La Fin des fantômes (The Ghost Breaker) de Alfred E. Green
- 1922 : L'Aigle (Sky High) de Lynn Reynolds
- 1922 : The Bachelor Daddy d'Alfred E. Green
- 1922 : Le Jeune Rajah (The Young Rajah) de Phil Rosen
- 1923 : The Age of Desire de Frank Borzage : Dan Reagan
- 1923 : La Marchande de rêves (Drifting) de Tod Browning
- 1923 : Dans la ville endormie (While Paris sleeps) de Maurice Tourneur
- 1923 : Quicksands de Jack Conway
- 1923 : La Conquête d'un cœur (Racing Hearts) de Paul Powell
- 1924 : Le Cheval de fer (The Iron Horse) de John Ford
- 1924 : Western Luck de George Beranger
- 1924 : The Storm Daughter de George Archainbaud
- 1924 : Le Veilleur du rail (The Signal Tower) de Clarence Brown
- 1925 : La Fille de Négofol (Kentucky Pride) de John Ford : Mike Donovan
- 1925 : Sa nièce de Paris (Ligthnin') de John Ford
- 1925 : Tel... Don Juan de John G. Blystone
- 1925 : Let Women Alone de Paul Powell
- 1925 : Extra Dry (Thank You) de John Ford
- 1925 : Le Champion (The Fighting Heart) de John Ford
- 1926 : La Dernière Frontière (The Last Frontier) de George B. Seitz
- 1926 : Trois Sublimes Canailles (3 Bad Men) de John Ford
- 1926 : The Country Beyond d'Irving Cummings
- 1926 : Gagnant quand même (The Shamrock Handicap) de John Ford
- 1926 : Giboulées conjugales (The First Year), de Frank Borzage
- 1926 : The Dixie Merchant, de Frank Borzage
- 1927 : Princesse sans amour (Paid to Love) d'Howard Hawks
- 1927 : L'Aurore de Friedrich Wilhelm Murnau
- 1927 : Rich But Honest d'Albert Ray et Horace Hough
- 1927 : Les Conquêtes de Norah (Ankles Preferred)  de John G. Blystone
- 1927 : Si nos maris s'amusent (The Craddle Snatchers) de Howard Hawks
- 1927 : À l'ombre de Brooklyn (East Side, West Side) de Allan Dwan
- 1928 : Riley the Cop de John Ford
- 1928 : The Cohen and Kellys in Paris de William Beaudine
- 1928 : Mon rabbin chez mon curé (Abie's Irish Rose) de Victor Fleming
- 1928 : In Old Arizona de Irving Cummings
- 1928 : Les Quatre Diables (4 Devils) de Friedrich Wilhelm Murnau
- 1929 : Le Costaud (Strong Boy) de John Ford
- 1929 : Happy Days de Benjamin Stoloff
- 1930 : Hommes sans femmes (Men without Women) de John Ford
- 1930 : La Chanson de mon cœur (Song o' my Heart) de Frank Borzage
- 1930 : Born Reckless de John Ford et Andrew Bennison
- 1930 : Vingt-et-un ans (The Truth About Youth) de William A. Seiter
- 1930 : Sur la piste glacée (River's End) de Michael Curtiz
- 1931 : Quand on est belle de Jack Conway
- 1931 : Le Désert rouge (The Painted Desert) de Howard Higgin
- 1931 : Le Faucon maltais (The Maltese Falcon) de Roy Del Ruth
- 1931 : Les Bijoux volés (The Slippery Pearls) de William C. McGann
- 1931 : Too Young to Marry de Mervyn LeRoy
- 1931 : The Brat de John Ford
- 1931 : Other Men's Women de William A. Wellman
- 1931 : Pur-sang (Sporting Blood) de Charles Brabin
- 1931 : Le Millionnaire (The Millionaire) de John G. Adolfi
- 1931 : Le Mari de l'Indienne (The Squaw Man) de Cecil B. DeMille
- 1931 : Under 18 de Archie Mayo
- 1932 : Hotel Continental de Christy Cabanne
- 1932 : 70,000 Witnesses de Ralph Murphy
- 1932 : The Hurricane Express d'Armand Schaefer et J. P. McGowan
- 1932 : Le Treizième invité (The Thirteenth Guest) d'Albert Ray
- 1932 : Heritage of the Desert d'Henry Hathaway
- 1932 : Madame Racketeer de Harry Wagstaff Gribble et Alexander Hall
- 1932 : Me and My Gal de Raoul Walsh
- 1932 : Je ne suis pas un lâche (Pride of the Legion) de Ford Beebe
- 1932 : Un mauvais garçon (No Man of Her Own) de Wesley Ruggles
- 1932 : Week-End Marriage de Thornton Freeland
- 1932 : Mis à l'épreuve (Probation), de Richard Thorpe
- 1932 : L'Express fantôme (The Phantom Express)
- 1933 : Le Roi de la chaussure (The Working Man) de John G. Adolfi
- 1933 : Peg de mon cœur (Peg o' My Heart) de Robert Z. Leonard
- 1933 : The Power and the Glory de William K. Howard
- 1934 : Once to Every Woman (en) de Lambert Hillyer
- 1934 : Patte de chat (The Cat's-Paw) de Sam Taylor
- 1935 : Romance in Manhattan de Stephen Roberts
- 1935 : Sixième Édition (Front Page Woman) de Michael Curtiz
- 1935 : Le Mouchard (The Informer) de John Ford
- 1935 : L'Étoile de minuit (Star of Midnight) de Stephen Roberts
- 1935 : L'Amour est maître (The Healer) de Reginald Barker : Applejack
- 1935 : Notre petite fille (Our Little Girl) de John S. Robertson
- 1935 : Tête chaude (The Irish in Us) de Lloyd Bacon
- 1935 : Toute la ville en parle (The Whole Town's talking) de John Ford
- 1935 : La Jolie Batelière (The Farmer Takes a Wife) de Victor Fleming
- 1935 : L'Ennemi public n° 1 (en) (Let'Em Have It) de Sam Wood
- 1936 : La Loi du plus fort (Riffraff) de J. Walter Ruben
- 1936 : Exclusive Story (en) de George B. Seitz
- 1936 : Show Boat de James Whale
- 1937 : Le Couple invisible (Topper) de Norman Z. McLeod
- 1937 : La Vie privée du tribun (Parnell) de John M. Stahl
- 1937 : My Dear Miss Aldrich de George B. Seitz
- 1937 : Le Dernier Négrier (Slave Ship) de Tay Garnett
- 1937 : Le Démon sur la ville (Maid of Salem) de Frank Lloyd
- 1937 : Rivalité (Slim) de Ray Enright
- 1937 : The Game That Kills de D. Ross Lederman
- 1938 : Patrouille en mer (Submarine Patrol) de John Ford
- 1938 : La Foule en délire (The Crowd Roars) de Richard Thorpe
- 1938 : La Pauvre Millionnaire (There Goes My Heart) de Norman Z. McLeod
- 1939 : Deux Bons Copains (Zenobia) de Gordon Douglas
- 1939 : Le Mystère de la péniche ou Le Roi des reporters (The Housekeeper's Daughter) d'Hal Roach
- 1939 : Susannah (Susannah of the Mounties) de Walter Lang et William A. Seiter
- 1939 : The Lone Ranger Rides Again de John English et William Witney
- 1940 : The Last Alarm de William West
- 1940 : Untamed de George Archainbaud
- 1940 : L'Escadron noir (Dark Command) de Raoul Walsh
- 1941 : L'Homme de la rue (Meet John Doe) de Frank Capra
- 1941 : Le Rapt du rapide 5 (Broadway Limited) de Gordon Douglas
- 1941 : Les Voyages de Sullivan (Sullivan's Travels) de Preston Sturges
- 1941 : Le Grand Mensonge (The Great Lie) d'Edmund Goulding
- 1942 : Le Monstre de minuit (Bowery at Midnight) de Wallace Fox
- 1942 : Les Naufrageurs des mers du Sud (Reap the Wild Wind) de Cecil B. DeMille
- 1942 : Private Snuffy Smith d'Edward F. Cline
- 1942 : Les Chevaliers du ciel (Captains of the Clouds) de Michael Curtiz
- 1942 : Wild Bill Hickok rides de Ray Enright
- 1942 : Madame et ses flirts (The Palm Beach Story) de Preston Sturges
- 1942 : One Thrilling Night de William Beaudine
- 1943 : Le Mystère de la jungle (Tiger Fangs) de Sam Newfield
- 1943 : L'Homme-singe (The Ape Man) de William Beaudine
- 1944 : Miracle au village (The Miracle of Morgan's Creek) de Preston Sturges
- 1944 : Texas Masquerade de George Archainbaud
- 1944 : The Great Moment de Preston Sturges
- 1945 : Hangover Square de John Brahm
- 1945 : Le Lys de Brooklyn (A Tree grows in Brooklyn) d'Elia Kazan
- 1945 : Crime passionnel (Fallen Angel) d'Otto Preminger
- 1945 : Johnny Angel d'Edwin L. Marin
- 1946 : La Poursuite infernale (My Darling Clementine) de John Ford
- 1946 : Joe Palooka, champion (Joe Palooka, Champ) de Reginald Le Borg
- 1946 : La vie est belle (It's a Wonderful Life) de Frank Capra
- 1946 : Smoky (film, 1946) de Louis King
- 1947 : Oh quel mercredi ! (The Sin of Harold Diddlebock) de Preston Sturges
- 1947 : Deux sœurs vivaient en paix (The Bachelor and the Bobby-Soxer) d'Irving Reis
- 1947 : Christmas Eve d'Edwin L. Marin
- 1948 : Smith le taciturne (Whispering Smith) de Leslie Fenton
- 1948 : Bonne à tout faire (Sitting Pretty) de Walter Lang
- 1948 : Massacre à Furnace Creek (Fury at Furnace Creek) d'H. Bruce Humberstone
- 1948 : Infidèlement vôtre (Unfaithfully Yours) de Preston Sturges
- 1948 : Belle Starr's Daughter (en) de Lesley Selander
- 1949 : Streets of San Francisco de George Blair
- 1949 : Mam'zelle mitraillette (The Beautiful Blonde from Bashful Bend) de Preston Sturges
- 1949 : L'Homme de Kansas City (Fighting Man of the Plains) d'Edwin L. Marin
- 1950 : Dakota Lil (en) de Lesley Selander
- 1950 : Planqué malgré lui (When Willie comes marching on) de John Ford
- 1950 : Dans l'ombre de San Francisco (Woman of the Run) de Norman Foster
- 1951 : Si l'on mariait papa (Her comes the Groom) de Frank Capra
- 1951 : Enlevez-moi, Monsieur ! (Elopement) de Henry Koster
- 1951 : Superman et les Nains de l'enfer (Superman and the Mole Men), de Lee Sholem